# Cubierta principal

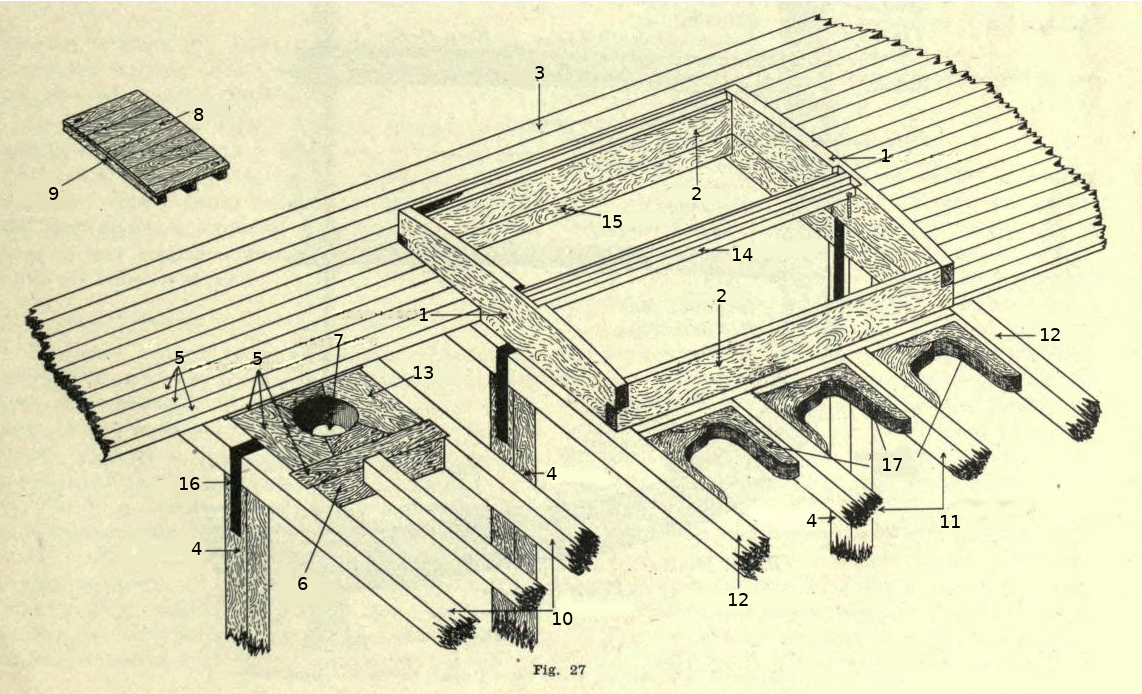
1.-Brazola
2.-Eslora de escotilla
3.-Cubierta
4.-Puntal
5.-Traca
6.-Eslora de fogonadura
7.-Fogonadura
8.-Tapa de escotilla
9.-Eslora de tapa de escotilla
10.-Bao de fogonadura
11.-Semibao de escotilla
12.-Bao de escotilla
13.-Mallete
14.-Galeota de escotilla
15.-Carlinga
16.-Fleje
17.-Curva
Ref.: Diccionario enciclopédico marítimo (inglés-español), por Luis Delgado Lamelland.

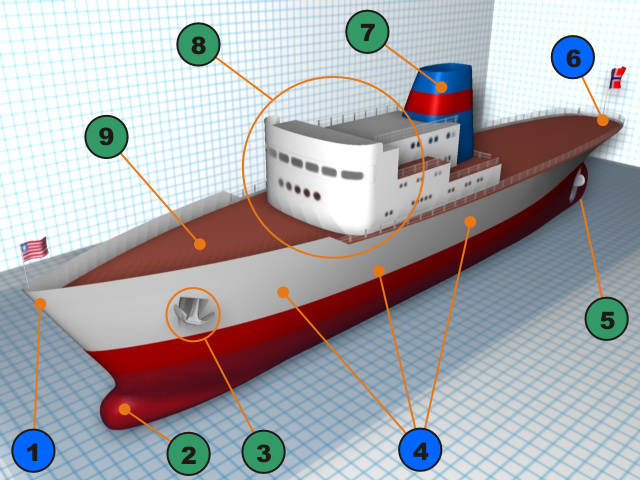
Elementos notorios de un buque. 9 Cubierta principal.

En náutica, la cubierta principal (cubierta alta, cubierta superior, cubierta de intemperie) es la cubierta corrida más alta del buque. (ing. Main deck; it. Ponte di coperta).
Desempeña un papel preponderante en la estructura del mismo, ya que junto a los dobles fondos constituyen las alas superior e inferior de la viga "doble T" a la que se asocia la estructura de la viga-buque.

## Descripción
La cubierta principal suele tener una curvatura longitudinal denominada arrufo, y una curvatura trasversal denominada brusca, comba o vuelta de bao.